# Selivanovaïta
La selivanovaïta és un mineral de la classe dels silicats que pertany al grup de la murmanita.

## Característiques
La selivanovaïta és un silicat. La seva fórmula química va ser redefinida l'any 2024, passant a ser: NaFe³⁺Ti₄(Si₂O₇)₂O₄(H₂O)₄. Cristal·litza en el sistema triclínic. Presenta un nou tipus d'estructura. Químicament és similar a altres minerals com la ivanyukita-Na, la ivanyukita-Na-C, la ivanyukite-Na-T, la penkvilksita i, en certa manera, també la tiettaïta.

## Formació i jaciments
Va ser descoberta als nuclis de perforació a 100-130 metres sota terra, al Complex d'eudialita de Lovozero, concretament al mont Al·luaiv, a l'óblast de Múrmansk (Rússia). Es tracta de l'únic indret on ha estat trobada aquesta espècie mineral.